# GCAT
GCAT (англ. Glycine C-acetyltransferase) – білок, який кодується однойменним геном, розташованим у людей на короткому плечі 22-ї хромосоми. Довжина поліпептидного ланцюга білка становить 419 амінокислот, а молекулярна маса — 45 285.
| 10         |  | 20         |  | 30         |  | 40         |  | 50         |
| ---------- |  | ---------- |  | ---------- |  | ---------- |  | ---------- |
| MWPGNAWRAA |  | LFWVPRGRRA |  | QSALAQLRGI |  | LEGELEGIRG |  | AGTWKSERVI |
| TSRQGPHIRV |  | DGVSGGILNF |  | CANNYLGLSS |  | HPEVIQAGLQ |  | ALEEFGAGLS |
| SVRFICGTQS |  | IHKNLEAKIA |  | RFHQREDAIL |  | YPSCYDANAG |  | LFEALLTPED |
| AVLSDELNHA |  | SIIDGIRLCK |  | AHKYRYRHLD |  | MADLEAKLQE |  | AQKHRLRLVA |
| TDGAFSMDGD |  | IAPLQEICCL |  | ASRYGALVFM |  | DECHATGFLG |  | PTGRGTDELL |
| GVMDQVTIIN |  | STLGKALGGA |  | SGGYTTGPGP |  | LVSLLRQRAR |  | PYLFSNSLPP |
| AVVGCASKAL |  | DLLMGSNTIV |  | QSMAAKTQRF |  | RSKMEAAGFT |  | ISGASHPICP |
| VMLGDARLAS |  | RMADDMLKRG |  | IFVIGFSYPV |  | VPKGKARIRV |  | QISAVHSEED |
| IDRCVEAFVE |  | VGRLHGALP  |  |            |  |            |  |            |

A: Аланін

C: Цистеїн

D: Аспарагінова кислота

E: Глутамінова кислота

F: Фенілаланін

G: Гліцин

H: Гістидин

I: Ізолейцин

K: Лізин

L: Лейцин

M: Метіонін

N: Аспарагін

P: Пролін

Q: Глутамін

R: Аргінін

S: Серин

T: Треонін

V: Валін

W: Триптофан

Кодований геном білок за функціями належить до трансфераз, ацилтрансфераз. 
Задіяний у таких біологічних процесах, як ацетилювання, альтернативний сплайсинг. 
Білок має сайт для зв'язування з піридоксаль-фосфатом. 
Локалізований у ядрі, мітохондрії.